# RA电子竞技俱乐部
RA电子竞技俱乐部（简称RA），是位于中华人民共和国湖北省武汉市的一家电子竞技俱乐部。其前身为VG电子竞技俱乐部《英雄联盟》分部，于2021年1月3日正式改为现名。旗下曾拥有《英雄联盟》分部及《英雄联盟手游》分部等项目。现拥有《反恐精英2》，《决胜巅峰》、《无畏契约》等项目分部。

## 反恐精英2分部
| ID        | 姓名         | 位置 | 加入时间       |
| --------- | ------------ | ---- | -------------- |
| Trash     | 田傲杰       |      | 2025年6月26日  |
| Summer    | 蔡誉伦       |      | 2023年10月10日 |
| L1haNg    | 李宜航       |      | 2024年4月8日   |
| ChildKing | 彭俊豪       |      | 2024年4月8日   |
| kaze      | Andrew Khong |      | 2024年6月26日  |
| z8z       | 刘正辉       | 教练 | 2024年4月8日   |